# Megaselia juxtaposita
Megaselia juxtaposita är en tvåvingeart som beskrevs av Borgmeier 1962. Megaselia juxtaposita ingår i släktet Megaselia och familjen puckelflugor. Inga underarter finns listade i Catalogue of Life.